# Avtostop
Avtostop (tudi avtoštop) je način potovanja na krajše ali daljše razdalje, z ustavljanjem avtomobilov in prisedanjem. Gre za brezplačno obliko avtomobilskega prevoza. Najpogostejše znamenje za avtostop je dvignjen palec, uporablja pa se tudi pisno sporočilo z navedbo kraja, smeri ali države potovanja na listu.
Pogosteje se pojavlja od šestdesetih let 20. stoletja, ko je z dvigom standarda v razvitem svetu osebni prevoz postal dosegljiv širšemu sloju prebivalstva. Točke za avtostop so navadno na obrobju večjih mest in na mestnih vpadnicah. Po izkušnjah potujočih so nekatera območja Slovenije in tujine dobila oznake bolj ali manj primernih, gostoljubnih, nevarnih ipd. lokacij. Postajališča, kjer štoparji čakajo na prevoz, so v Sloveniji v veliki meri prometno nezadovoljivo urejena, kar predstavlja ogrožanje prometne varnosti tako za štoparje, ki morajo pri štopanju stati na cestišču, kot tudi za voznike, ki jim morajo tam ustavljati. 